# Myeongseongsan
Myeongseongsan (koreanska: 명성산) är ett berg i Sydkorea.   Det ligger i provinsen Gangwon, i den norra delen av landet, 70 km nordost om huvudstaden Seoul. Toppen på Myeongseongsan är 923 meter över havet, eller 562 meter över den omgivande terrängen. Bredden vid basen är 10,6 km.
Terrängen runt Myeongseongsan är huvudsakligen kuperad, men åt nordväst är den platt. Runt Myeongseongsan är det ganska tätbefolkat, med 199 invånare per kvadratkilometer. I omgivningarna runt Myeongseongsan växer i huvudsak blandskog.